# マージービートで抱きしめたい
『マージービートで抱きしめたい』は、1987年12月5日に発売された、THE GOOD-BYEの12枚目のシングルである。

## 概要
映像でのカバー企画、第1弾『SHOUT!!』からの先行シングル。

## 収録曲
- SIDE A

1. マージービートで抱きしめたい [2:57]
作詞:野村義男／作曲:曾我泰久・P.Willson／編曲:THE GOOD-BYE

- SIDE B

1. 悲しきRadio Girl [4:12]
作詞・作曲:野村義男／編曲:THE GOOD-BYE

## 楽曲の収録アルバム
- SHOUT!!（#1）
- OLDIES BUT Good-Buy! vol.II（#1）
- Anthology 1983〜1990（#1）
- READY! STEADY!! THE GOOD-BYE!!!（#1）
- SHOUT!!（リマスター盤）（#1、#2）